# Pösing
Pösing è un comune tedesco di 977 abitanti, situato nel land della Baviera.